# 許銘 (弘治進士)
許銘（1462年—1522年），字德新，直隸蘇州府吳縣人，順天府宛平縣（今北京市）匠籍。明朝政治人物，弘治己未進士。世宗初，官甘肅巡撫，不久在甘州兵變中被害。

## 生平
應天府鄉試第十名舉人，弘治十二年（1499年）己未科會試第一百八十四名，二甲十八名進士。累官南京禮部署郎中。正德五年（1510年）陞山東按察司副使。正德七年（1512年），陞山西行太僕寺卿。正德十四年（1519年），陞陝西右布政使。正德十六年（1521年）正月，陞山東左布政使。
正德十六年（1521年）三月，武宗駕崩，世宗即位。五月，許銘陞任都察院右副都御史，巡撫甘肅。任內厲行整頓，革除積弊，同年十二月（1521年），因改革糧價算法引發兵變，被虐殺。

## 身後
墓志銘由同邑王同祖所作。

## 家族
曾祖许思恭；祖許份。父許琮。母张氏。慈侍下。弟許錞。